# Alexandre Raineau
Alexandre Raineau (Parigi, 21 giugno 1985) è un calciatore francese, difensore del Saint-Arnoult.

## Carriera
Ha giocato in Ligue 1 con il Caen.

## Palmarès

### Club

#### Competizioni nazionali
- Ligue 2: 1

Caen: 2009-2010
- Championnat National: 1

Chateauroux: 2016-2017